# Giro de Emília de 2018
A 101.ª edição da clássica ciclista Giro de Emília foi uma carreira na Itália que se celebrou a 6 de outubro de 2018 sobre um percurso de 207,4 quilómetros com início no município de Bolonha e final no município de San Luca.
A carreira fez parte do UCI Europe Tour de 2018, dentro da categoria 1.hc, e foi vencida pelo italiano Alessandro De Marchi da BMC Racing. O colombiano Rigoberto Urán da EF Education First-Drapac e o belga Dylan Teuns da BMC Racing completaram o pódio como segundo e terceiro classificado respectivamente.

## Equipas participantes
Tomaram parte na carreira 25 equipas: 13 de categoria UCI World Team; 7 de categoria Profissional Continental; 4 de categoria Continental e a selecção nacional da Itália. Formando assim um pelotão de 172 ciclistas dos que acabaram 77. As equipas participantes foram:
| Equipes WorldTeam (13)- Groupama-FDJ - UAE Team Emirates - Bahrain-Merida - BMC Racing Team - Movistar Team - EF Education First-Drapac p/b Cannondale - Astana - Dimension Data - Mitchelton-Scott - Lotto NL-Jumbo - Sky - Trek-Segafredo - AG2R La Mondiale Equipes profissionais Continentais (7)- Bardiani CSF - Androni Giocattoli-Sidermec - Wilier Triestina-Selle Italia - Nippo-Vini Fantini-Europa Ovini - Gazprom-RusVelo - Israel Cycling Academy - Caja Rural-Seguros RGA Equipes Continentais (4)- Amore & Vita-Prodir - Sangemini-MG.Kvis - Biesse Carrera Gavardo - MsTina-Focus Equipe nacional- Itália |
| |

## Classificação final
- As classificações finalizaram da seguinte forma:[3]

| \| Classificação geral \| Classificação geral \| Classificação geral \| Classificação geral \| Classificação geral \| \| Ciclista \| Ciclista \| Equipe \| Tempo \| \| \| ------------------- \| --------------------- \| ------------------------- \| ------------------- \| ------------------- \| \| 1. \| Alessandro De Marchi \| BMC Racing Team \| 5h09m35s \| \| \| 2. \| Rigoberto Urán \| EF Education First-Drapac \| + 8s \| \| \| 3. \| Dylan Teuns \| BMC Racing Team \| + 9s \| \| \| 4. \| Michael Woods \| EF Education First-Drapac \| + 9s \| \| \| 5. \| Thibaut Pinot \| Groupama-FDJ \| + 13s \| \| \| 6. \| Romain Bardet \| AG2R La Mondiale \| + 13s \| \| \| 7. \| Primož Roglič \| LottoNL-Jumbo \| + 13s \| \| \| 8. \| Vincenzo Nibali \| Bahrain-Merida \| + 15s \| \| \| 9. \| Domenico Pozzovivo \| Bahrain-Merida \| + 18s \| \| \| 10. \| Sébastien Reichenbach \| Groupama-FDJ \| + 21s \| \| |                       |                           |          |
| |                       |                           |          |
| Fonte: ProCyclingStats |                       |                           |          |
| Classificação geral |                       |                           |          |
| Ciclista | Ciclista              | Equipe                    | Tempo    |
| 1. | Alessandro De Marchi  | BMC Racing Team           | 5h09m35s |
| 2. | Rigoberto Urán        | EF Education First-Drapac | + 8s     |
| 3. | Dylan Teuns           | BMC Racing Team           | + 9s     |
| 4. | Michael Woods         | EF Education First-Drapac | + 9s     |
| 5. | Thibaut Pinot         | Groupama-FDJ              | + 13s    |
| 6. | Romain Bardet         | AG2R La Mondiale          | + 13s    |
| 7. | Primož Roglič         | LottoNL-Jumbo             | + 13s    |
| 8. | Vincenzo Nibali       | Bahrain-Merida            | + 15s    |
| 9. | Domenico Pozzovivo    | Bahrain-Merida            | + 18s    |
| 10. | Sébastien Reichenbach | Groupama-FDJ              | + 21s    |

## UCI World Ranking
O Giro de Emília outorga pontos para o UCI Europe Tour de 2018 e o UCI World Ranking, este último para corredores das equipas nas categorias UCI World Team, Profissional Continental e Equipas Continentais. A seguinte tabela mostra o barómetro de pontuação e os 10 corredores que obtiveram mais pontos:
| Posição             | 1.º | 2.º | 3.º | 4.º | 5.º | 6.º | 7.º | 8.º | 9.º | 10.º | 11.º | 12.º | 13.º | 14.º | 15.º | 16.º-30.º | 31.º-40.º |
| Classificação geral | 200 | 150 | 125 | 100 | 85  | 70  | 60  | 50  | 40  | 35   | 30   | 25   | 20   | 15   | 10   | 5         | 3         |

| 1.º  | Alessandro De Marchi  | BMC Racing                | 200 |
| 2.º  | Rigoberto Urán        | EF Education First-Drapac | 150 |
| 3.º  | Dylan Teuns           | BMC Racing                | 125 |
| 4.º  | Michael Woods         | EF Education First-Drapac | 100 |
| 5.º  | Thibaut Pinot         | Groupama-FDJ              | 85  |
| 6.º  | Romain Bardet         | AG2R La Mondiale          | 70  |
| 7.º  | Primož Roglič         | LottoNL-Jumbo             | 60  |
| 8.º  | Vincenzo Nibali       | Bahrain Merida            | 50  |
| 9.º  | Domenico Pozzovivo    | Bahrain Merida            | 40  |
| 10.º | Sébastien Reichenbach | Groupama-FDJ              | 35  |